# Aonidiella yehudithae
Aonidiella yehudithae  (лат.) — вид полужесткокрылых насекомых-кокцид рода Aonidiella из семейства щитовки (Diaspididae).

## Распространение
Европа: Греция (остров Крит, в 5 км южнее Avgeniki).

## Описание
Питаются соками таких растений, как Hedera helix (Аралиевые, Araliaceae). Вид был впервые описан в 2006 году израильскимэнтомологом Яиром Бен-Довом (Ben-Dov, Y.; Dept. of Entomology, ARO, The Volcani Center, Bet Dagan, Израиль) на листьях Hedera.
Таксон Aonidiella yehudithae включён в состав рода Acutaspis вместе с таксонами A. aurantii, A. comperei, A. araucariae, A. orientalis, A. taxus, A. tectaria, A. tinerfensis, A. tsugae, A. pini, A. rex, A. eugeniae.